# トヨタ・カローラヴァーソ
カローラ ヴァーソ（COROLLA VERSO）は、日本の自動車メーカー、トヨタ自動車によって製造・販売されたミニバン型乗用車である。

## 概要
E120型は欧州市場にて2001年9月にE120N型カローラスパシオのバッジエンジニアリング車として投入された。AR10型も欧州市場にて2004年3月にT250型アベンシスのバッジエンジニアリング車として投入された。2010年2月に生産終了となり、後継車であるヴァーソの生産開始までは販売された。
デザインは主にカローラをベースとしたが、AR10型はプラットフォームをカローラとは共有せず、独自のプラットフォームを採用した。

## 初代 E120型（2001年 - 2004年）
2001年9月に開催されたフランクフルトモーターショーにて発表され、欧州市場にて投入された。
イギリス市場では2002年1月2日にE120系カローラと同時に投入された。1.6L 3ZZ-FE型ガソリンを搭載するT2グレードと1.8L 1ZZ-FE型ガソリンを搭載するT3グレード、Tスピリットグレードが設定された。2.0L 1CD-FTV型ディーゼルも全車に設定。5速MTも全車に設定されたが、4速ATはT3グレード、Tスピリットグレードのみに設定された。

## 2代目 AR10型（2004年 - 2009年）
2004年に開催されたジュネーブ国際モーターショーにて発表された。
南フランスに位置するトヨタ・ヨーロッパ・デザイン・デベロップメントで設計され、トルコサカリヤ県アダパザルで生産される。また、トヨタ自動車では初めて日本国外で設計された車種の1つとなる。
2007年6月に一部改良を行い、フロントバンパーを伸ばし、全長4,360mm、全幅1,770mmと前身のスパシオから拡大された。5人乗りと7人乗りが存在し、5M-MTのシフトマチック車と、6速・5速MT車が存在する。AT車は設定されていない。エンジンは、1,600cc（3ZZ-FE）と1,800cc（1ZZ-FE）のVVT-i（可変バルブタイミング機構）と2,200cc（2CD-FTV）のディーゼル直噴エンジン(D4-D)がある。そのほかにも多大な変更が行われた。2007年の目標販売台数は欧州全体で9万3000台。

2009年からカローラヴァーソとアベンシスヴァーソ（日本名イプサム）の2車種を統合する後継車として『ヴァーソ』をヨーロッパで発売している。全長4,440mm、全幅1,790mm、全高1,620mm。

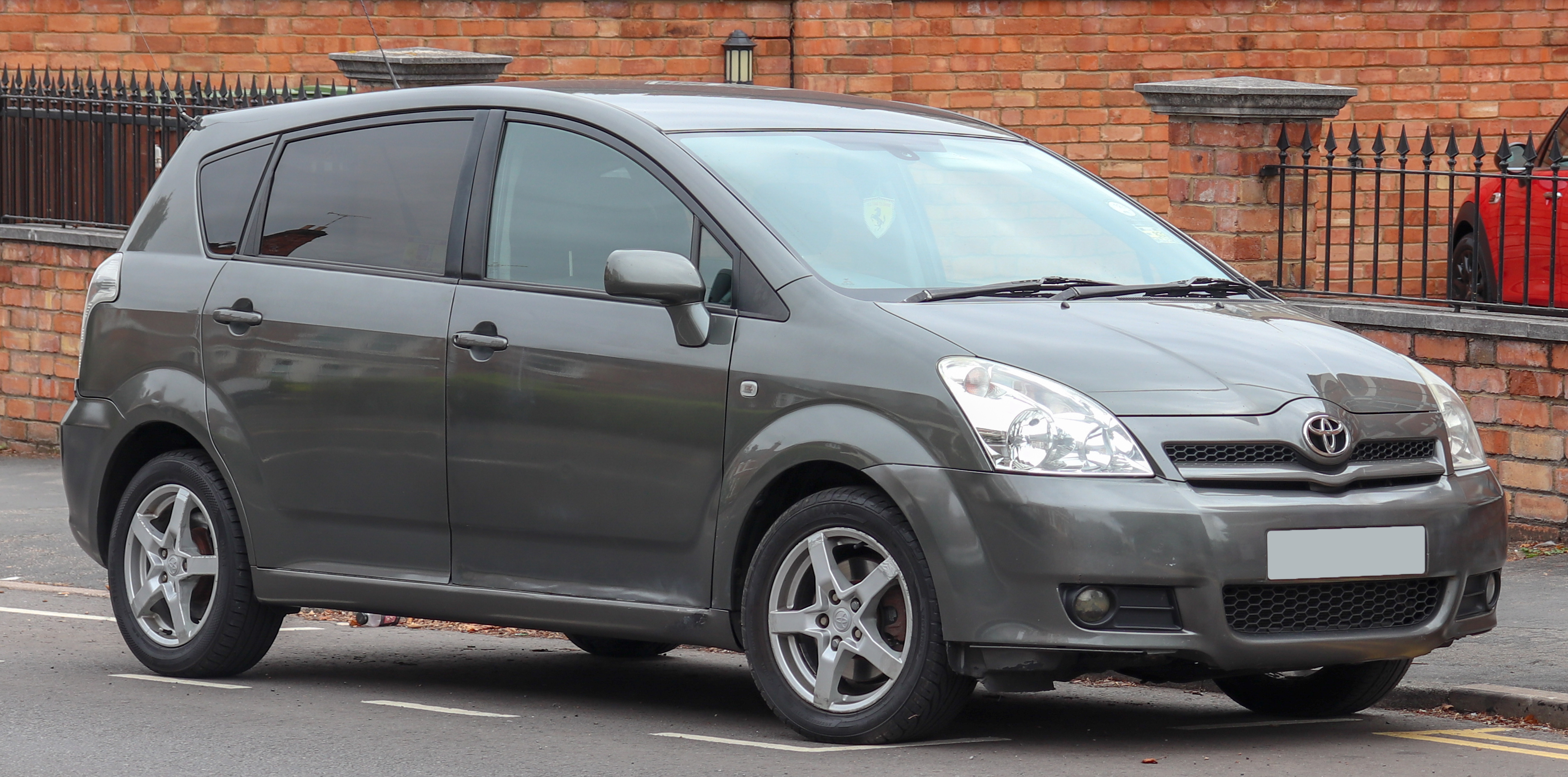
前期型 TR D-4D 2.2（フロント）
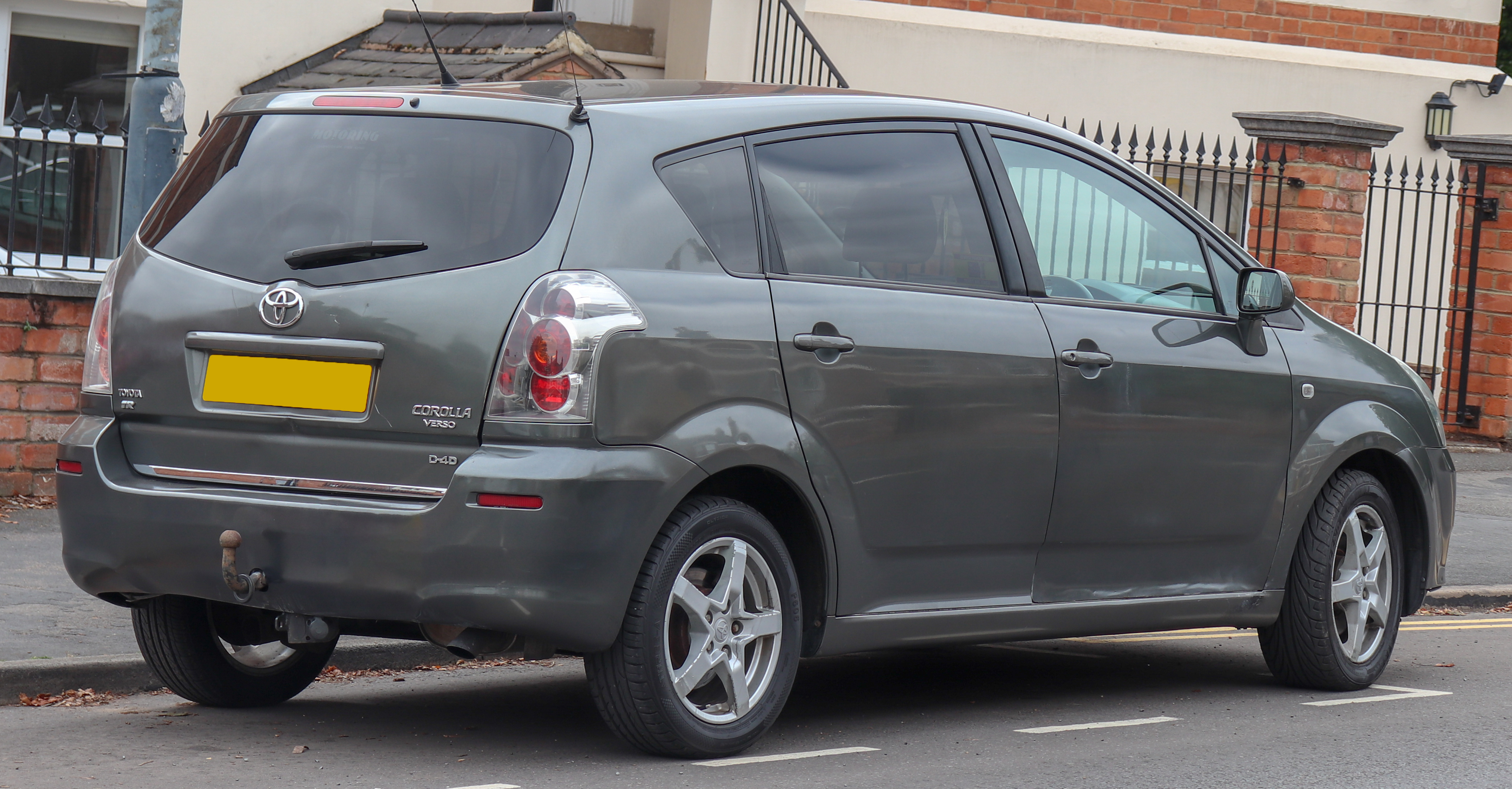
前期型 TR D-4D 2.2（リア）
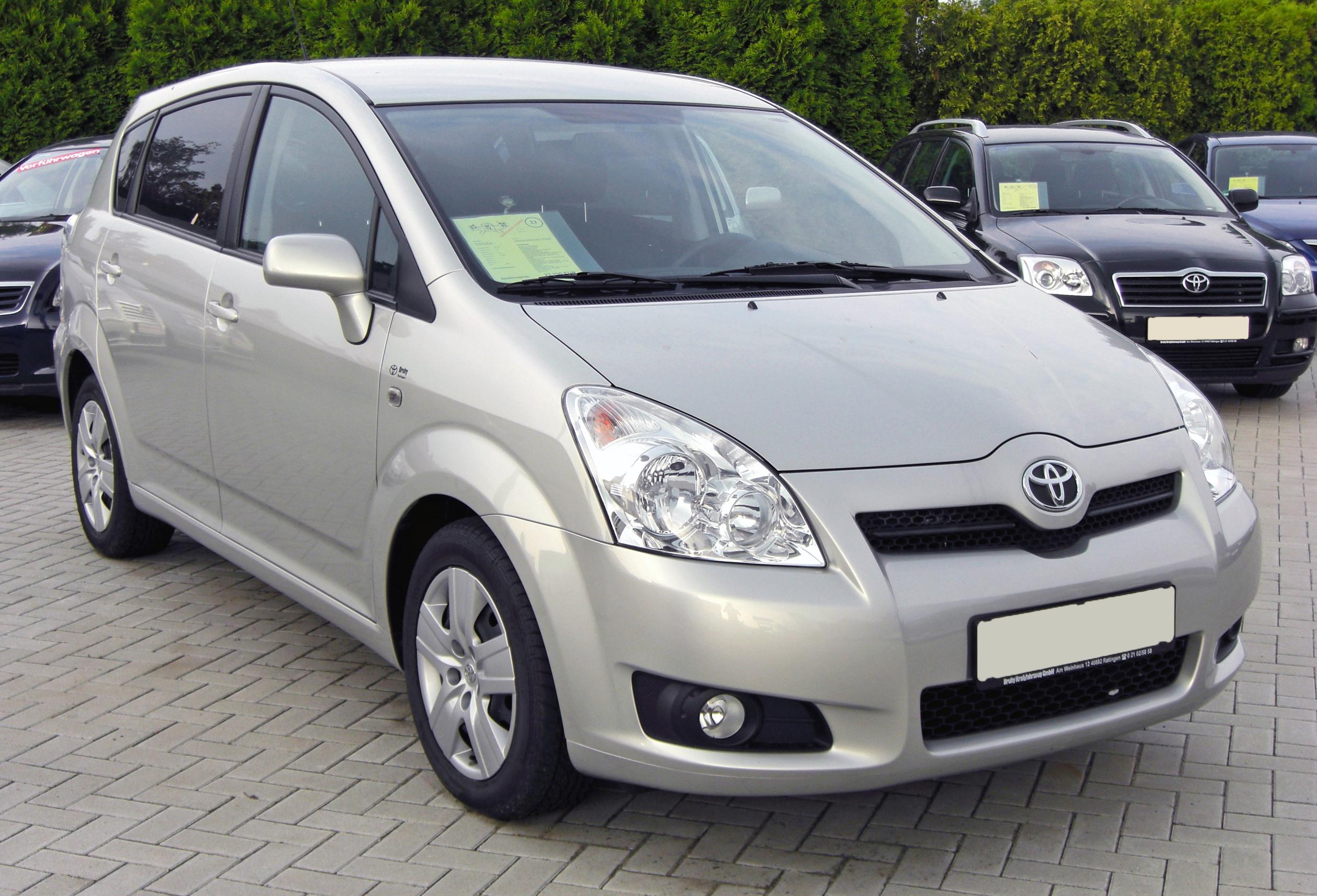
後期型（フロント）
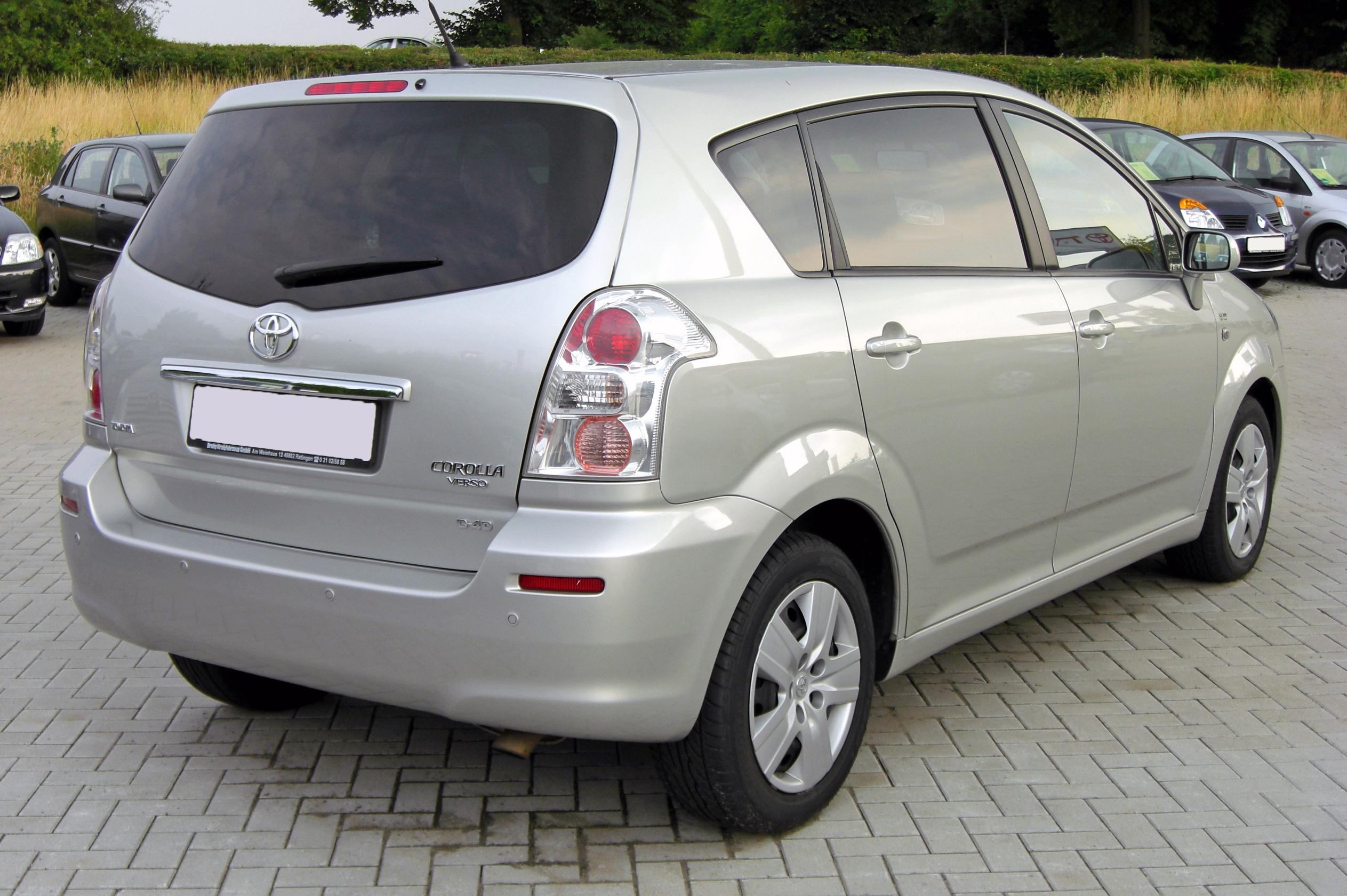
後期型（リア）
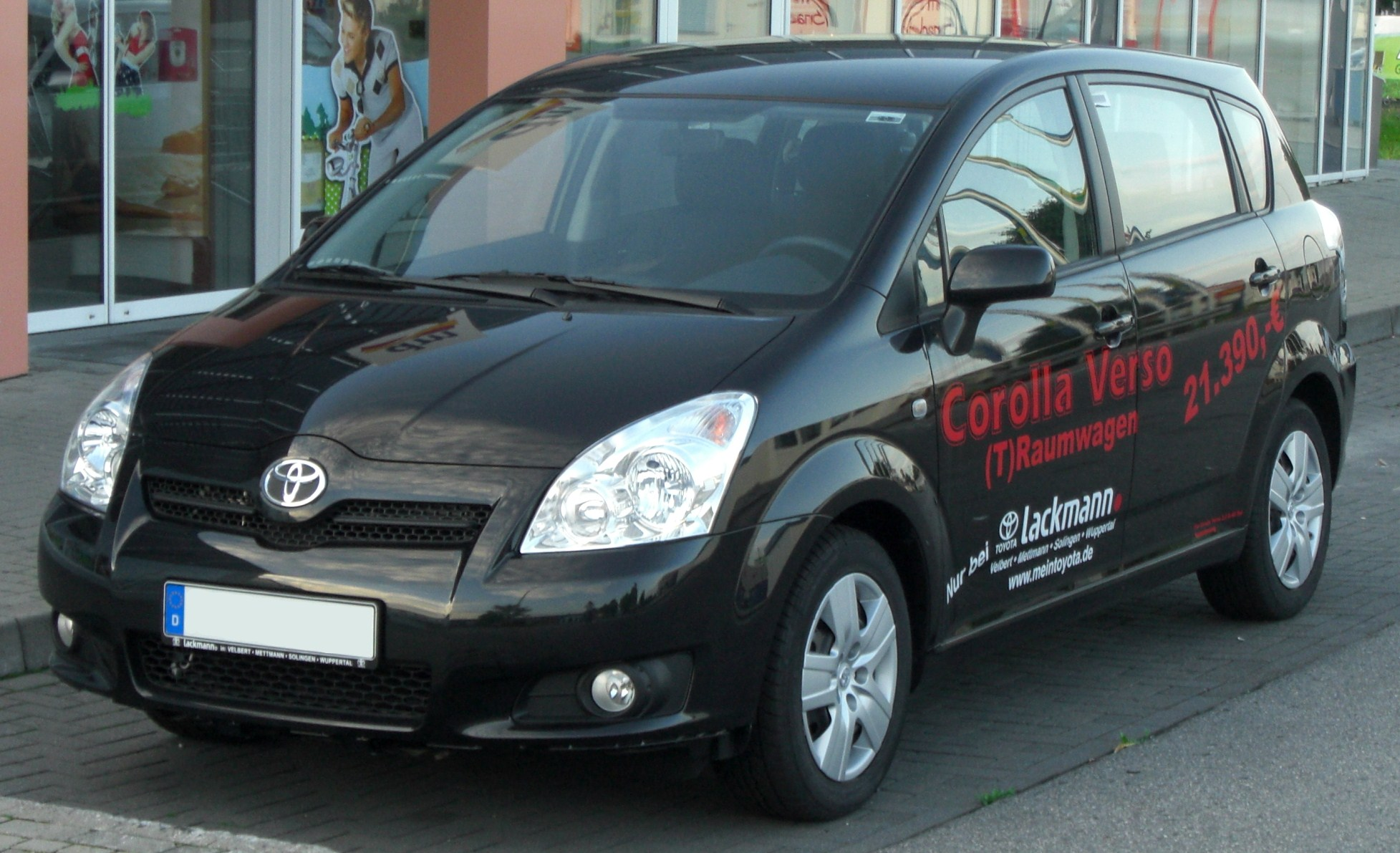
後期型 D-4D（フロント）
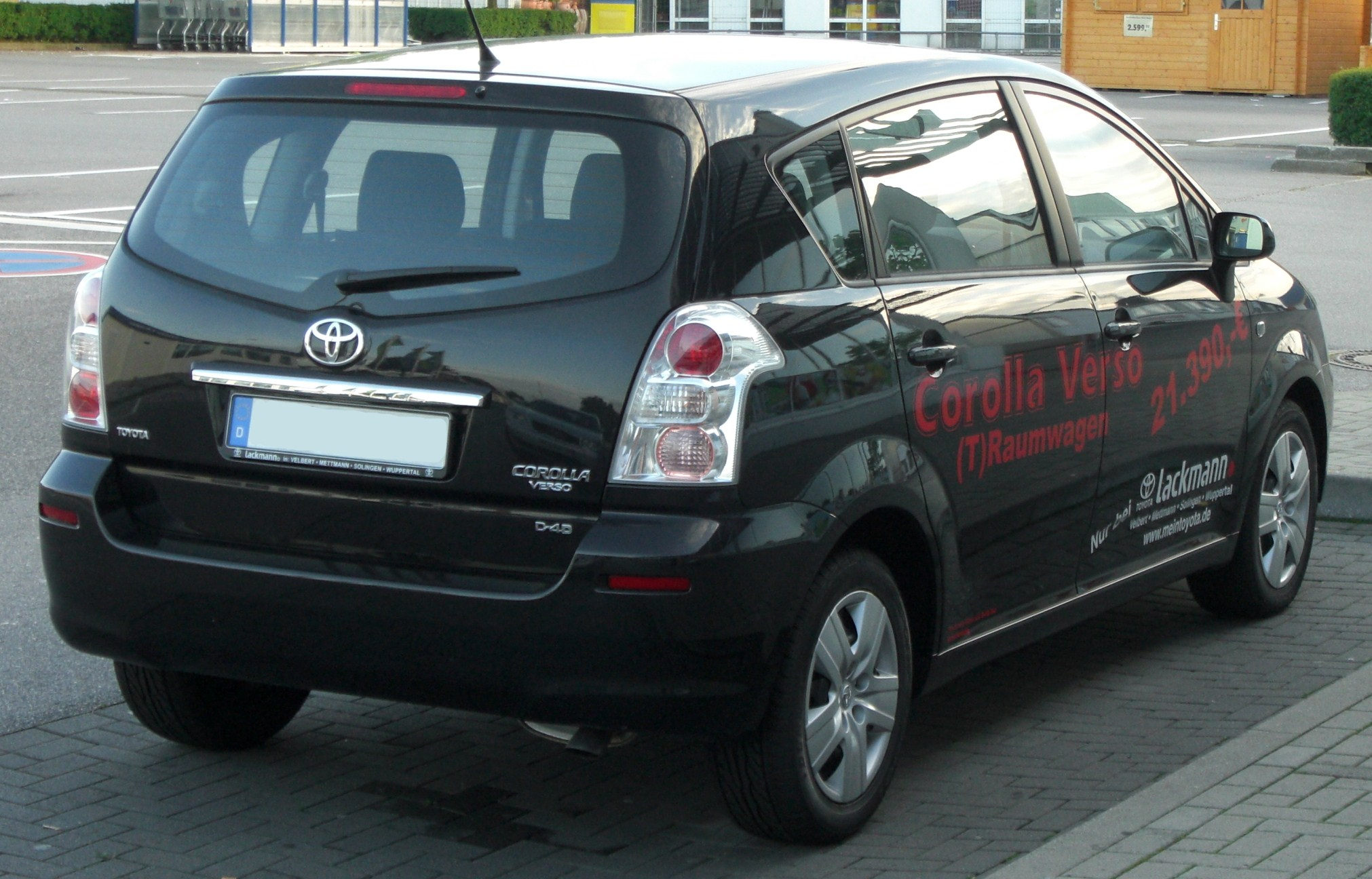
後期型 D-4D（リア）